# Weitenburg

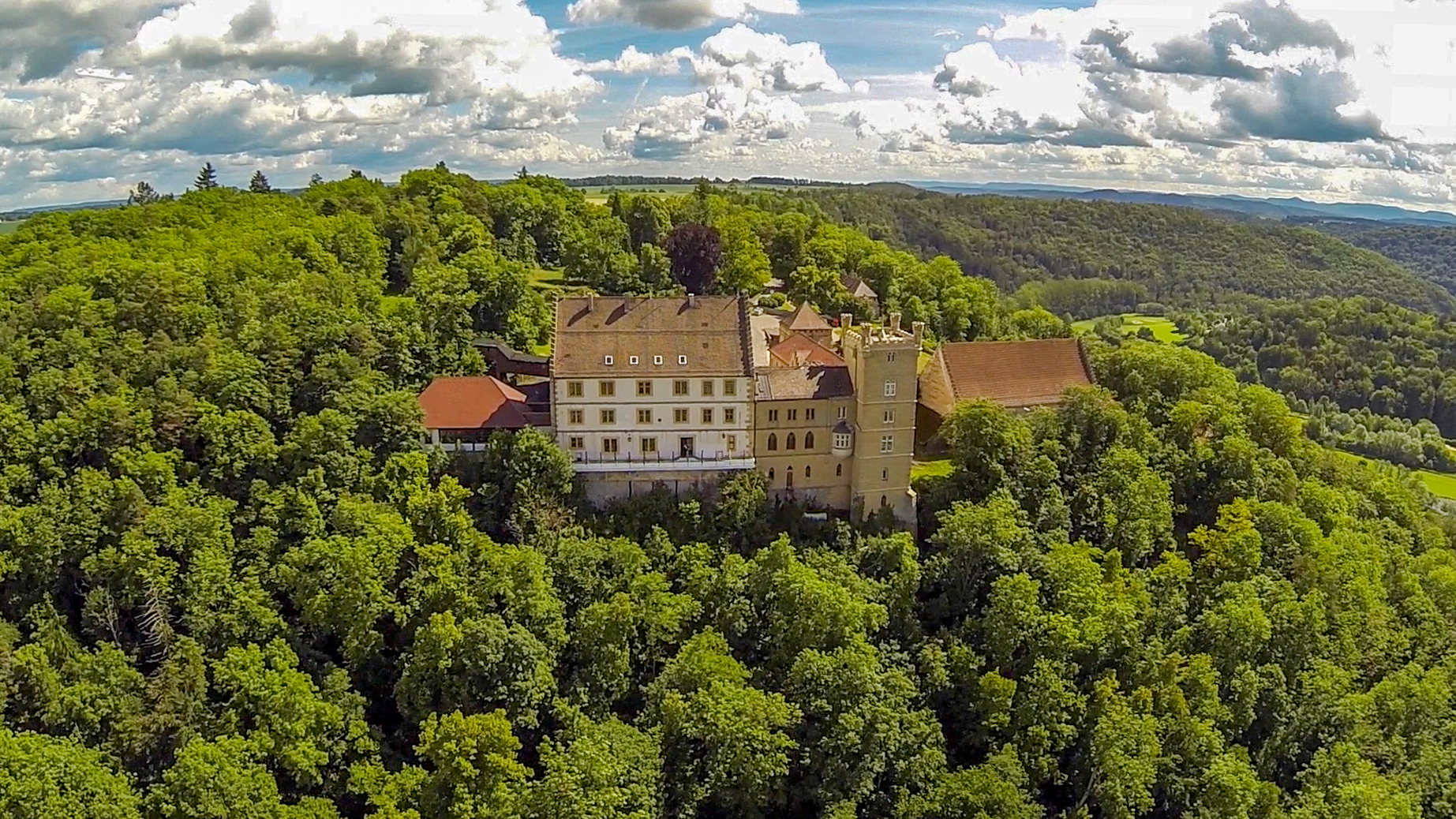
Schloss Weitenburg

Das Schloss Weitenburg liegt im Neckartal im Gebiet der Gemeinde Starzach zwischen Börstingen und Sulzau am nördlichen Talhang. Schon im Jahre 1062 stand hoch über dem Neckar eine befestigte Wehrburg. Als Erbauer werden die Herren von Weitingen vermutet. Sie wurde im Laufe der Jahrhunderte zu einem dreiflügligen Wohnschloss ausgebaut, dessen verschiedene Baustile den Zeitgeist von Renaissance, Barock und Neugotik widerspiegeln.

## Geschichte

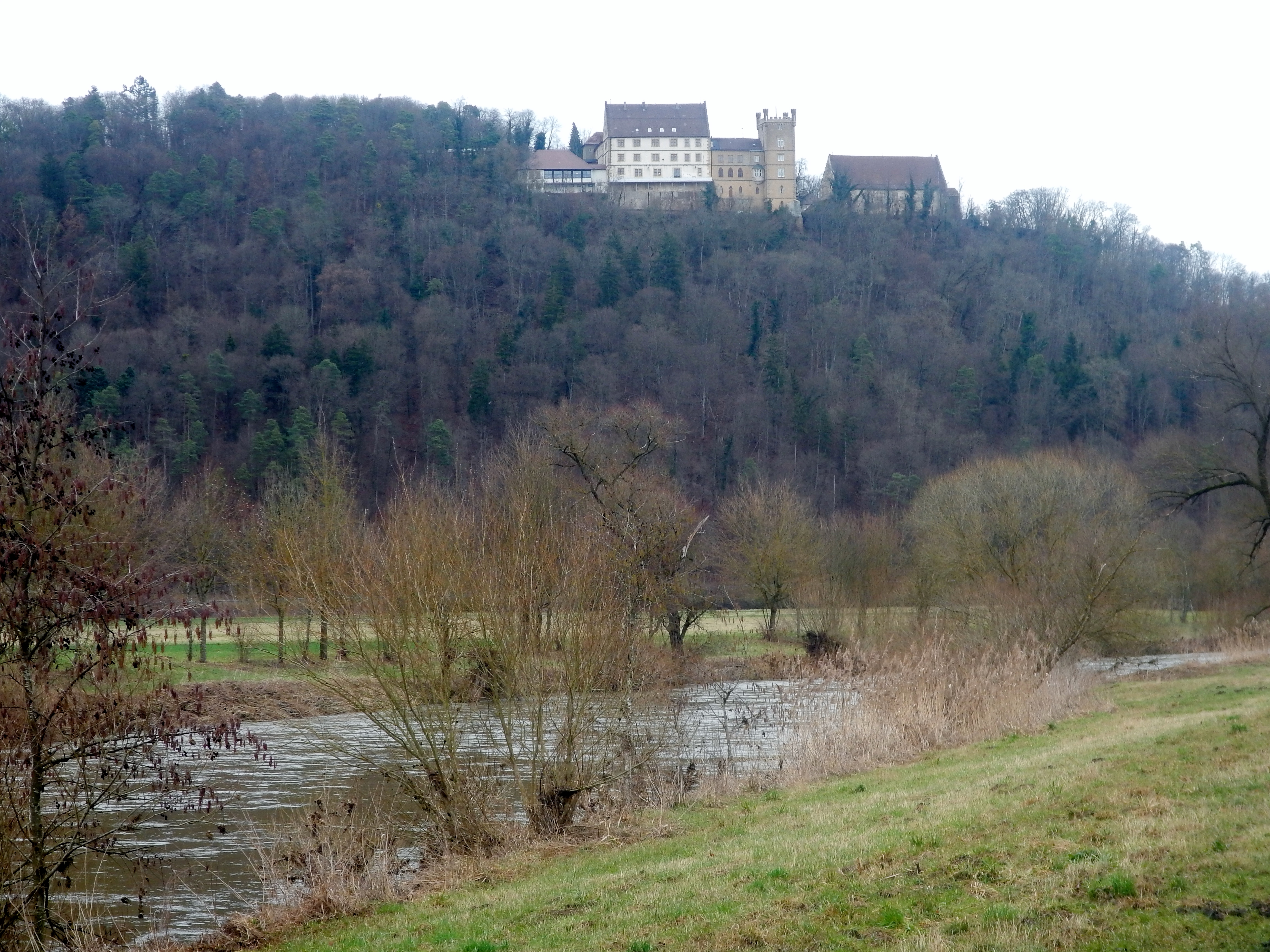
Weitenburg über dem Neckartal

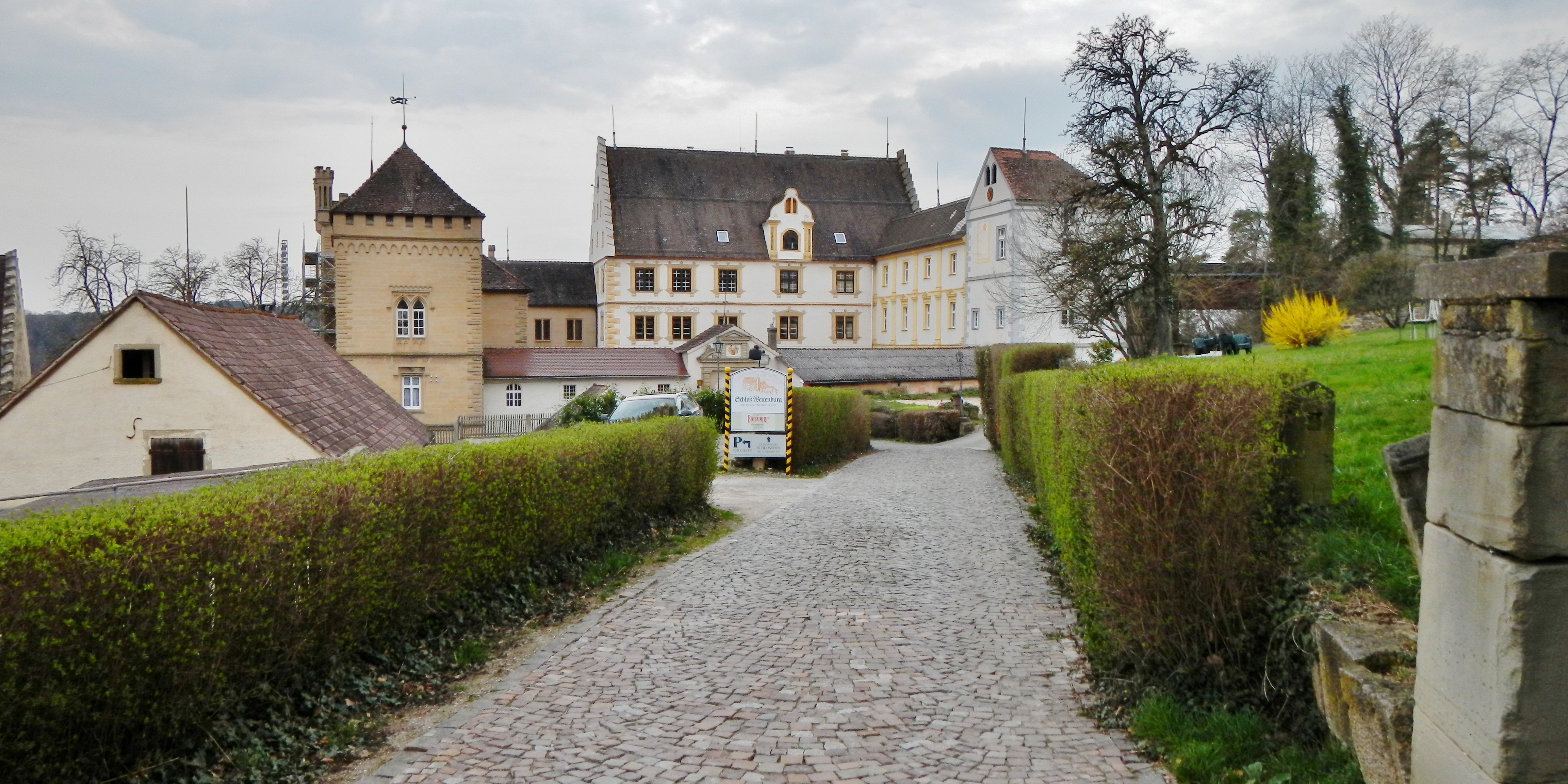
Zufahrt

Die Weitenburg wird erstmals erst am 15. Juni 1437 erwähnt, als der damalige Lehnsherr Hans Pfuser von Nordstetten zwei Gesandte, die unter dem Schutz des Grafen Ludwig von Württemberg standen, gefangen nahm. Darauf drang Graf Ludwig vor das Schloss, ließ es plündern, Pfusers Gemahlin wegführen und einen Knecht in Tübingen enthaupten. Am Ende der Fehde gab er das Schloss wieder an Hans Pfuser zurück.
Das Schloss war Sitz einer kleinen reichsunmittelbaren Herrschaft, die Gutsherren waren freie Reichsritter, die bis zur Mediatisierung im Jahre 1805 zum Ritterkanton Neckar-Schwarzwald gehörten. Danach kam Weitenburg unter die Staatsgewalt des Kurfürstentums Württemberg, aus dem 1806 das Königreich Württemberg hervorging.
Hauptbau des Schlosses ist der Ehingerbau, ein schlichtes dreigeschossiges Steinhaus mit riesigem Satteldach, das in seinen wesentlichen Teilen von Jakob von Ehingen 1585 erbaut wurde. Dieser hatte keine Kinder und verkaufte daher das Schloss an Herzog Johann Friedrich von Württemberg, der es gleich weiterveräußerte. 1656 erwarb der pommersche Obristwachtmeister Quirin von Hönstett (1640–1699) das Schloss, der dem Hauptbau die beiden Seitenflügel und ein prachtvolles Eingangstor anfügte. Dieses eindrucksvolle Portal zeigt im gesprengten Giebel ein üppiges Knorpelwerk, in das die Initialen QVH eingearbeitet sind. Danach kam das Schlossgut an die Reichsabtei Marchtal. Von dieser kaufte im Jahr 1720 Freiherr Rupert Raßler von Gamerschwang das Schlossgut Weitenburg zum Kaufpreis von 43.000 Rheinischen Gulden. Seine Nachkommen sind bis heute die Eigentümer. Die Raßler wurden 1655 geadelt und 1681 in den Freiherrenstand erhoben. Der östliche Flügel wurde im 19. Jahrhundert im neugotischen Stil umgebaut. Zur Grundherrschaft gehörte auch Besitz in Bieringen, Börstingen (mit dortigem Schloss und Ruine Siegburg), Obernau (mit dem von Johann Joseph Rupert Freiherr von Raßler erbauten Barockschloss), Sulzau und Bittelbronn.
1954 öffnete der Agrar-Ingenieur Max Richard Baron von Raßler Schloss Weitenburg für zahlende Gäste – zunächst als Restaurant, später zusätzlich auch als Hotel. Heutiger Besitzer ist sein Sohn Max-Richard von Raßler (jun.). Seit 1998 kann im Prunkzimmer, dem Roten Salon, standesamtlich geheiratet werden. Das Schloss ist Namensgeber des Golfclub Schloss Weitenburg. Dessen Golfanlage, die sich unterhalb der Weitenburg im Neckartal rund um den Ort Sulzau erstreckt, entstand 1984.